# Горностаєва Варвара Михайлівна
Варвара Михайлівна Горностаєва (нар. 19 березня 1963, Москва) — російська видавниця, редакторка, співзасновниця і голова одного з найбільш успішних російських видавництв — Corpus.
У 1986 році закінчила Московський архітектурний інститут.
З 1998 по 2000 рік працювала в журналі «Іноземна література». З 2000 по 2008 рік головна редакторка видавництв «Іноземка» та "КоЛібрі".
У 2008 році спільно з Сергієм Пархоменком організувала імпринт-видавництво «Corpus», що випускає інтелектуальну літературу: книги Гюнтера Грасса, Пітера Акройда, Лізи Сі, Петра Вайля, Асара Еппеля, Максима Осипова та інших. Велика увага приділяється також виданню просвітницької, науково-популярної літератури: до 2015 року видавництво співпрацювало з фондом «Династія», після закриття «Династії» Варвара Горностаєва стала одним із творців і членом ради нового просвітницького фонду «Еволюція» . Видавництво увійшло до складу групи видавництв "АСТ".
У січні 2017 року вийшла зі складу Російського ПЕН-центру на знак протесту проти, зокрема, «…бездіяльності та прямого небажання Президента та Виконкому Російського ПЕН-центру захищати право людини на свободу слова та вираження своєї громадянської позиції…» .
У серпні 2018 року стала однією з організаторів Маршу матерів на захист фігуранток справи «Нова велич» .

## Родина
- Перший чоловік — Семен Файбісович, художник, письменник.
- Другий чоловік — Сергій Пархоменко, видавець, журналіст, радіоведучий, колумніст та політичний оглядач.
- Три сини: Ілля та Яків від першого шлюбу, Матвій від другого[12]. Пасинки: Лев та Петро.